# Карабюк (провінція)
Карабюк (тур. Karabük) — провінція в Туреччині, розташована в Чорноморському регіоні.
Столиця — Карабюк.
| Туреччина | Це незавершена стаття з географії Туреччини. Ви можете допомогти проєкту, виправивши або дописавши її. |